# Dark Sky Paradise
"Dark Sky Paradise" é o terceiro álbum de estúdio do rapper estadunidense Big Sean. Foi gravado entre 2013 e 2014, e lançado em 24 de fevereiro de 2015 com o selo das gravadoras GOOD Music e Def Jam Recordings. O álbum ter participações de artistas como Kanye West, Drake, Ariana Grande, Chris Brown, Ty Dolla $ign, Jhené Aiko, Lil Wayne,  PartyNextDoor, John Legend e E-40.

## Singles
"I Don't Fuck with You" foi lançada em 19 de setembro de 2014 como primeiro single do álbum. O single foi um sucesso comercial, alcançando a primeira posição na Billboard Hot R&B/Hip-Hop Songs e a decima primeira na Billboard Hot 100, foi certificado Platina pela RIAA apos vender mais de 1,000,000 no país.
"Paradise" é o segundo single do álbum, foi lançado em 7 de outubro de 2014, fez parte do EP sem título que foi lançado em setembro, juntamente com  "I Don't Fuck with You" e duas outras faixas, "4th Quarter" e "Jit/Juke ". No entanto, a versão do álbum é uma versão estendida da canção.
"Blessings" foi lançada em 31 de janeiro de 2015, como terceiro single do trabalho. A faixa conta com a participação do rapper canadense Drake do estadunidense Kanye West. Foi disponibilizada no iTunes em 3 fevereiro de 2015.

## Faixas
| Dark Sky Paradise — Edição padrão |                                                               |         |  |
| N.º                               | Título                                                        | Duração |  |
| 1.                                | "Dark Sky (Skyscrapers)"                                      | 2:58    |  |
| 2.                                | "Blessings" (com Drake and Kanye West)                        | 4:12    |  |
| 3.                                | "All Your Fault" (com Kanye West)                             | 3:44    |  |
| 4.                                | "I Don't Fuck with You" (com E-40)                            | 4:44    |  |
| 5.                                | "Play No Games" (com Chris Brown & Ty Dolla $ign)             | 3:36    |  |
| 6.                                | "Paradise" (Extended)                                         | 3:35    |  |
| 7.                                | "Win Some, Lose Some"                                         | 5:04    |  |
| 8.                                | "Stay Down"                                                   | 4:10    |  |
| 9.                                | "I Know" (com Jhené Aiko)                                     | 5:19    |  |
| 10.                               | "Deep" (com Lil Wayne)                                        | 4:35    |  |
| 11.                               | "One Man Can Change The World" (com Kanye West & John Legend) | 4:14    |  |
| 12.                               | "Outro"                                                       | 3:45    |  |

## Performance comercial
Dark Sky Paradise estreou na primeira posição na Billboard 200, vendendo 173,000 na semana de estréia no Estados Unidos, sendo o primeiro disco do artista a chegar a primeira posição no país Ate então o álbum foi a melhor semana de estréia da carreira do rapper, superando as  87,000 copias de seu álbum de estréia Finally Famous, e as 72,000 de seu segundo álbum de estúdio Hall of Fame, ambos que estrearam na terceira posição no país.

## Desempenho nas paradas
| Paradas (2015)                          | Melhor posição |
| --------------------------------------- | -------------- |
| Alemanha (Offizielle Deutsche Charts)   | 76             |
| Austrália (ARIA)                        | 28             |
| Austrália (ARIA Urban Albums)           | 4              |
| Áustria (Ö3 Austria Top 40)             | 70             |
| Bélgica (Ultratop Flandres)             | 88             |
| Bélgica (Ultratop Valônia)              | 85             |
| Canadá (Billboard)                      | 5              |
| Dinamarca (Hitlisten)                   | 33             |
| Estados Unidos (Billboard 200)          | 1              |
| Estados Unidos (Top R&B/Hip Hop Albums) | 1              |
| Estados Unidos (Top Rap Albums)         | 1              |
| França (SNEP)                           | 136            |
| Nova Zelândia (Recorded Music NZ)       | 23             |
| Noruega (VG-lista)                      | 30             |
| Suécia (Sverigetopplistan)              | 43             |
| Suíça (Schweizer Hitparade)             | 41             |